# The Third Jungle Book
The Third Jungle Book (lett. "Il terzo libro della giungla") è una raccolta di storie di avventura scritto da Pamela Jekel e illustrato originariamente da Nancy Malick. Ha come protagonisti Mowgli e gli altri personaggi dei racconti de Il libro della giungla e Il secondo libro della giungla di Rudyard Kipling.
Dal punto di vista cronologico le storie cominciano qualche tempo dopo la prima metà del racconto I fratelli di Mowgli (Mowgli's Brothers), quando Mowgli da bambino impara la legge della giungla, e finiscono dopo gli eventi di In the Rukh, quando Mowgli è sposato e cresce un figlio, sempre in contatto con i suoi amici animali.

## Storie
- Fire in the Jungle
- Where the Elephants Dance
- The Porcupine and the Poison People
- Gargadan, the Great Rhino
- In the Cave of Badur
- Bagheera and the Spring Hunt
- The Mad Elephant of Mandla
- Jacala, Tyrant of the Marsh
- The Ghost Tiger
- Master of the Jungle